# Беззаботная
О мызе О. Жеребцовой см. Горбунки
«Беззаботная» (англ. Happy-Go-Lucky) — социальная комедия британского режиссёра Майка Ли. Фильм снят на государственные деньги с использованием поступлений от национальной лотереи. Как и в других фильмах режиссёра, диалоги и ситуации «Беззаботной» в значительной части импровизированы. 
Премьера состоялась на Берлинском кинофестивале 2008 года. Фильм был очень тепло принят публикой и критиками.

## Сюжет
Поппи уже тридцать лет, но она, кажется, пока не думает о замужестве. Она делит квартиру с подругой, работает в детском саду, в свободное время ходит на курсы фламенко, любит подурачиться и вообще живёт в своё удовольствие. Поначалу всё время улыбающаяся, жизнерадостная женщина кажется большим ребёнком, не способным думать о будущем, однако выпадающие на её долю за время фильма испытания вскрывают мудрость Поппи и способность справляться с психологически сложными ситуациями. Ей удаётся находить общий язык и с проблемными детьми, и с полоумными бродягами, а также смеяться, когда её корчит от боли на столе костоправа.
Она начинает занятия по обучению вождению машиной и, незаметно для себя, влюбляет в себя инструктора, сухаря и профессионала до мозга костей.

## Анализ
Салли Хокинс, как выразился Андрей Плахов, наделила своего персонажа «улыбкой наивной, но мудрой дурочки из разряда тех, которых играла Джульетта Мазина». 
По замечанию критика Дж. Хобермана, идеализированный персонаж Хокинс — своего рода князь Мышкин, ниспосланный в современный мир, чтобы бескорыстно сеять добро, оттого на прагматиков он производит впечатление «идиота».
Тем не менее, современное воплощение добра и мудрости не всесильно. Поппи удаётся растопить сердце юного драчуна, однако она не в состоянии исцелить душевно искалеченных взрослых. Таким предстаёт её инструктор по вождению Скотт — закомплексованный мизантроп, живущий в мире самообмана. Боясь признаться в испытываемых к Поппи нежных чувствах, Скотт больше других обвиняет её в инфантильном, безответственном отношении к жизни.

## В ролях
- Салли Хокинс — Поппи
- Эдди Марсан — Скотт
- Алексис Зегерман — Зои
- Эллиот Коуэн — продавец книг
- Андреа Райзборо — Доун
- Шинед Мэтьюз — Элис
- Кейт О'Флинн — Сьюзи
- Сара Найлз — Тэш
- Сильвестра Ле Тузель[англ.] — Хизер
- Нонсо Анози — Эзра
- Сэмюел Рукин[англ.] — Тим

## Награды и номинации
- 2008 — приз «Серебряный медведь» Берлинского кинофестиваля за лучшую женскую роль (Салли Хокинс).
- 2008 — две премии британского независимого кино за лучшую мужскую роль второго плана (Эдди Марсан) и за лучшую женскую роль второго плана (Алексис Зегерман), а также номинация в категории «лучшая женская роль» (Салли Хокинс).
- 2008 — две номинации на премию Европейской киноакадемии: лучший фильм и лучшая актриса (Салли Хокинс).
- 2008 — Rotten Tomatoes признал «Беззаботную» лучшей комедией[6].
- 2008 — лучший фильм года по мнению критика The New York Times Манолы Даргис[7].
- 2009 — номинация на премию «Оскар» за лучший оригинальный сценарий (Майк Ли).
- 2009 — премия «Золотой глобус» за лучшую женскую роль в комедии или мюзикле (Салли Хокинс), а также номинация в категории «лучший фильм — комедия или мюзикл».